# Robert von Massow
Robert August Valentin Albert Reinhold von Massow (né le 26 mars 1839 à Gumbin, arrondissement de Stolp et mort le 16 décembre 1927 à Wiesbaden) est un général de cavalerie prussien et président du tribunal militaire impérial.

## Biographie

### Origine
Robert est issu de la famille noble poméranienne von Massow. Il est le fils du propriétaire foncier et chambellan prussien August Karl Valentin von Massow (1799-1882) et de son épouse Wilhelmine Marie, née von Glasenapp (1816-1873).

### Carrière militaire
Massow fait ses études à l'école secondaire de Dantzig et étudie ensuite aux maisons des cadets de Culm et de Berlin. Il s'engage ensuite le 2 mai 1857 dans le 1er régiment d'uhlans de la Garde de l'armée prussienne en tant qu'enseigne porte-épée. Avec la promotion au grade de sous-lieutenant, Massow est transféré au 12e régiment de grenadiers le 12 mars 1859. À l'été 1863, Massow, ayant déjà rejoint la Landwehr, demande à émigrer en Amérique du Nord. Il veut y participer à la guerre de Sécession aux côtés des Confédérés.
Après son arrivée à New York le 4 juillet 1863, Massow voyage plus au sud. Cependant, sa demande de rejoindre l'armée confédérée est rejetée. Ce n'est qu'après qu'une lettre de recommandation de son compatriote Heros von Borcke au général James Ewell Brown Stuart que Massow est engagé et affecté à une unité sous les ordres de John S. Mosby,. Avec cette dernière, il participe à différents combats jusqu'à ce qu'il soit grièvement blessé d'une balle dans le poumon le 22 février 1864 à Dranesville. Sa guérison prend plus de six mois et Massow retourne en Prusse au printemps 1865, sans avoir pu reprendre le service actif.
Lorsque la guerre contre l'Autriche éclate en 1866, il se met immédiatement à disposition et obtient le 29 juin 1866 un poste dans la cavalerie de Landwehr du 3e corps d'armée. Trois jours plus tard, il est déjà affecté au régiment de dragons de réserve de la Landwehr. Pendant la guerre, Massow ne participe cependant à aucune action de combat. Sur son initiative, Massow est mis en service actif le 14 novembre 1866 et engagé dans le 11e régiment de dragons à Belgard. Après seulement un an, il est promu adjudant régimentaire et devient premier lieutenant le 22 mars 1868. À ce titre, le 14 octobre 1869, il est muté à Stettin comme adjudant de la 3e brigade de cavalerie. Lors de la mobilisation au début de la guerre franco-prussienne, Massow est initialement affecté à l'état-major de la 1re division de cavalerie, mais rejoint la 1re division de cavalerie de réserve le 13 août 1870 en tant qu'adjudant. Il combat avec elle pendant la guerre à Borny-Colombey, Strasbourg, sur l'Ognon, à Longeau, Villersexel et Pontarlier. Entre-temps, Massow reçoit la croix de fer de 2e classe pour ses services le 5 novembre 1870. En mars 1871, il est nommé adjudant de la 31e brigade de cavalerie nouvellement formée. Cependant, il ne reste à ce poste que quelques semaines jusqu'à ce que Massow soit finalement promu capitaine à la fin de la guerre le 27 mai 1871 et nommé en même temps chef d'escadron du 19e régiment de dragons. Le 19 septembre 1871, Massow reçoit la croix de fer de 1re classe.
Massow peut ensuite être incorporé le 8 février 1876 dans le 9e régiment d'uhlans (de), d'où il est directement affecté à Posen pour y occuper le poste d'adjudant auprès du commandement général du 5e corps d'armée. Le 22 novembre 1877, il est muté à l'état-major à Berlin, où il travailla au département des chemins de fer et est promu major le 25 janvier 1878. De décembre 1879 à avril 1882, Massow fait partie de l'état-major du 3e division d'infanterie, puis de l'état-major général du 6e corps d'armée jusqu'à la mi-décembre 1882 et de l'état-major général du 3e corps d'armée jusqu'à la mi-avril 1884. Avec effet au 15 avril 1884, il est à nouveau muté au Grand État-Major général et commandé en même temps au 2e régiment de dragons de la Garde. Le 14 février 1885, Massow est nommé commandant du 2e régiment de dragons (pl) stationné à Schwedt et est promu lieutenant-colonel le 14 juillet 1885. Au bout de deux ans, il abandonne le régiment pour devenir chef du département de cavalerie au ministère de la Guerre. Depuis le 24 février 1887, Massow est également membre de la commission chargée d'examiner et d'établir les règlements du service sur le terrain. À sa propre demande, il démissionne de son poste au ministère de la Guerre le 16 avril 1888 et reçoit alors le commandement du 2e régiment d'uhlans de la Garde. En tant que colonel (depuis le 4 août 1888), il est chargé le 16 avril 1889 de diriger la 25e brigade de cavalerie à Darmstadt et est finalement nommé commandant de brigade le 14 juillet 1889. Pendant son séjour dans la ville de résidence de la Hesse, il devient major général le 15 décembre 1890. Le 14 mai 1894, il est muté à Strasbourg et nommé commandant de la 30e division d'infanterie, avec promotion simultanée au grade de lieutenant-général.
Massow est depuis le 5 avril 1898 général commandant du 9e corps d'armée et est promu à ce poste le 22 mars 1899 au rang de général de cavalerie. En remplacement du président du tribunal militaire impérial, malade, il est ensuite affecté à Charlottenbourg à partir du 20 octobre 1903. Neuf jours plus tard, il est nommé président du tribunal militaire impérial et transféré aux officiers à la suite de l'armée. Il quitte cependant ce poste à peine trois ans plus tard, l'empereur s'étant immiscé dans l'un de ses jugements. Le 21 septembre 1906, Massow est mis à disposition avec pension et en même temps à la suite du 2e régiment de dragons.
Pour ses nombreuses années de service, Massow reçoit en 1906 un poste de chanoine au chapitre de la cathédrale de Brandebourg (de) et est nommé son représentant dans la chambre des seigneurs de Prusse.

### Famille
Massow se marie en premières noces le 10 janvier 1868 à Berlin avec Martha von Loeper (1848-1872), la fille du propriétaire Johann von Loeper, propriétaire de Nessin, et d'Emilie Steffenhagen. En secondes noces, il se marie le 18 novembre 1875 à Oldenbourg avec la veuve Elisabeth Luise Henriette Sophie, veuve de Gebhard Anton von Trotha (1840-1871), née baronne von und zu Egloffstein (de) (1846-1919), fille du chambellan grand-ducal d'Oldenbourg Julius von und zu Egloffstein (de), lieutenant général et adjudant général d'Oldenbourg, et de Sophie baronne von Pretlack (de). Tous deux ont chacun deux enfants en mariage et ont encore trois enfants ensemble. Une fille issue de cette union épouse le commerçant hambourgeois Alexander von Oesterreich. Leur fils cadet est l'acteur, metteur en scène et auteur Axel von Ambesser (en fait Axel Eugen Alexander von Oesterreich).
Son fils aîné issu de son premier mariage, Ewald von Massow (de), devient lieutenant général, chef du groupe SS et chef de la direction du Reich du NSDAP.

## Ordres et décorations
- Ordre de la Couronne de 1re classe le 16 janvier 1898
- Grand-Croix de l'ordre de l'Aigle rouge avec feuilles de chêne le 18 janvier 1901
- Ordre de l'Aigle noir le 1er janvier 1905[8]